# Lemberg-Czernowitz-Jassy Eisenbahn

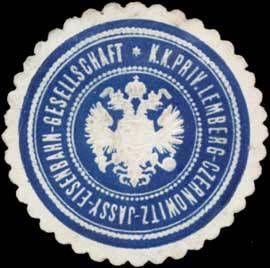
A Lemberg-Czernowitz-Jassy-Eisenbahn-Gesellschaft jelzése

A Lemberg-Czernowitz-Jassy Eisenbahn (LCJE) az Osztrák–Magyar Monarchia egyik magánvasút-társasága volt, melynek vonalai részben átnyúltak az egykori Románia területére is.

## Története
A vasútvonal egy konzorcium keretében létesült, melyet Victor Ofenheim más vasútipari befektetőkkel hozott létre, miután a Lemberg–Czernowitz vonalra 1864. január 11-én az engedélyokiratot megkapta. Az vonal építése gyorsan haladt, és már 1866 elkészült.
1867. május 15-én a társaság a Lokomotiv-Eisenbahn Czernowitz felől Suczawa felé építésére és üzemeltetésére megkapta az engedélyt, és ezt a vonalszakaszt 1869. október 28-án megnyitotta.
1868-ban még egy koncessziót kapott a társaság vasútvonal építésére és üzemeltetésére Vasútvonal Suczawa-tól Jassy-ig szárnyvonallal Botuschani-ig és Roman felé-ig (megnyílt 1869/71). Mivel a vasút pályaszakasza akkorra jelentősen bővült, a társaság a nevét 1868. október 14-én „K. k. priv. Lemberg-Czernowitz-Jassy-Eisenbahngesellschaft“-ra változtatta.
Az LCJE vonalai az Osztrák–Magyar Monarchia és román területen voltak. Ezenkívül az LCJE-nek a következő HÉV-ekben volt tulajdonrésze:
- Czernowitz–Nowosielitza helyiérdekű vasút (*5. Juni 1884[3])
- Eisenbahn Lemberg–Bełżec (Tomaszów) (*23. Juni 1886[4])
- Bukowinaer Lokalbahnen (* 16. April 1887[5])
- Kolomeaer Lokalbahnen (*28. April 1886[6])

Mivel a panaszok a pálya üzemviszonyaira a teljes működés megkezdése után erősen megszaporodtak (többek között leomlott a Prut fölötti híd), az osztrák szakasz üzemét 1872. október 7-ével állami csődgondnokság alá helyezték és ezt csak 1875. július 31-én szüntették meg.
A román vonalakon úgy felhalmozódtak a problémák, hogy itt még 1888-ban volt egy csődeljárás. Miután a vasúttársaság a román állam ellen panasszal élt, az állam átvette a román vonalakat, s ezek a | a Román Államvasutak-hoz (Căile Ferate Române, CFR) kerültek. Ennek volt köszönhető, hogy az osztrák oldalon is találtak megfelelő  jogi alapot az üzemeltetés átvételére a Császári és Királyi Osztrák Államvasutak számára 1889. július 1-től.
Az első világháború után a pálya nagy része az akkori Romániához került és beolvadt az az Államvasúti vonalakba. A Lemberg–Śniatyń vonalszakasz Lengyelországhoz került, majd az 1928. március 14-i államosítás után  és a Lengyel Államvasutaké (Polskie Koleje Państwowe, PKP) lett.

## Vonalak
- Lemberg–Czernowitz (*1866)
- Czernowitz–Suceava (*1869)
- Suceava–Roman (*1869)
- Pașcani–Jassy (*1870)
- Verești–Botuschani (*1871)

## Fordítás
- Ez a szócikk részben vagy egészben  a   Lemberg-Czernowitz-Jassy-Eisenbahn című német Wikipédia-szócikk fordításán alapul.  Az eredeti cikk szerkesztőit annak laptörténete sorolja fel. Ez a jelzés csupán a megfogalmazás eredetét és a szerzői jogokat jelzi, nem szolgál a cikkben szereplő információk forrásmegjelöléseként.